# Ellis (Kansas)
Ellis es una ciudad ubicada en el de condado de Ellis en el estado estadounidense de Kansas. En el año 2010 tenía una población de 2062 habitantes y una densidad poblacional de 644,38 personas por km².

## Geografía
Ellis se encuentra ubicada en las coordenadas 38°56′10″N 99°33′33″O / 38.93611, -99.55917 (38.936211, -99.559269).

## Demografía
Según la Oficina del Censo en 2000 los ingresos medios por hogar en la localidad eran de $30,380 y los ingresos medios por familia eran $35,956. Los hombres tenían unos ingresos medios de $26,544 frente a los $19,926 para las mujeres. La renta per cápita para la localidad era de $16,248. Alrededor del 11.2% de la población estaban por debajo del umbral de pobreza.